# لو أندرياس سالومي
لو أندرياس سالومي Lou Andreas-Salomé (اسمها الأصلي لويزه فون سالومي – ولدت عام 1861 في سانت بطرسبورغ – وماتت في 1937 في غوتينغن) كانت كاتبة كثيرة الترحال وقصاصة وكاتبة مقالات ومحللة نفسية من عائلة ذات أصول روسية وألمانية. اشتهرت من خلال علاقاتها مع أبرز كتاب العصر آنذاك ومن بينهم نيتشه وريلكه وفرويد. وكانت وتظل حتى اليوم موضوعا للكثير من التفسيرات. تميزت بصفات من بينها إشعاعها الشخصي وثقافتها وحيويتها وصداقتها مع مشاهير عصرها من الكتاب وطريقة حياتها غير التقليدية. نجدها كثيرا حين نتصفح سير العديد من مشاهير الكتاب والعلماء.
لذلك اهتم التاريخ الأدبي بها وبحياتها وبصلاتها معها أكثر من اهتمامه بأعمالها الأدبية. فلها روايات وقصص ومقالات ونقد مسرحي وكتابات حول إبسن ونيتشه وريلكه وفرويد. كما كتبت في التحليل النفسي والفلسفة. كما حفظ لها التاريخ رسائلها مع العديد من المشاهير. من أعمالها الأدبية: الشخصيات النسائية عند إبسن – روت – يسوع اليهودي – من روح غريبة – ما (رواية).

## السنوات الأولى
ولدت لو سالومي في سانت بطرسبرغ، وهي ابنة غوستاف لودفيغ فون سالومي (1708-1878)، ولويز فون سالومي (ويلم) (1823-1913). لو كان ابنتهما الوحيدة؛ كان لديهم خمسة أبناء. وبالرغم من أن النازيين هاجموها فيما بعد لأنها «يهودية فنلندية»، إلا أن والديها كانا من أصل فرنسي من هوغينوت. وهي الأصغر بين ستة أطفال، كان منزلهم ثريا ومثقفا، حيث كان كل الأطفال يتحدثون الروسية والألمانية والفرنسية، إلى جانب السماح للو أندرياس سالومي بحضور فصول إخوتها.
نشأت لو أندرياس سالومي المولودة في أسرة بروتستانتية محضة لتشعر بالاستياء الشديد إزاء الكنيسة الإصلاحية، كما شعر هيرمان دالتون القس البروتستانتي الأرثوذكسي، الأمر الذي جعلها ترفض التأكيد، في حين دفعها أيضا إلى الاهتمام بالمواضيع الفلسفية والأدبية وغيرها من المواضيع الدينية.
وبالسعي إلى الحصول على التعليم عندما كانت في السابعة عشر من عمرها، أقنعت سالومي الداعية الهولندي هندريك جيلوت، الذي كان في سن الخامسة والعشرين من عمرها، بتعليم اللاهوت والفلسفة والأديان العالمية والأدب الفرنسي والألماني. انخرط جيلوت بسالومي لدرجة أنه خطط للطلاق من زوجته والزواج منها. ورفضت سالومي، لأنها غير مهتمة بالزواج والعلاقات الجنسية؛ وكانت محبطة ومصدومة بما حدث، ولكنها ظلت صديقة جيلوت.
وبعد وفاة والدها في عام 1879، ذهبت سالومي ووالدتها إلى زيوريخ، لتتمكن سالومي من الحصول على تعليم جامعي. في عامها الأول في جامعة زيوريخ، التي كانت واحدة من الجامعات القليلة التي قبلت الطالبات، أخذت لو أندرياس سالومي محاضرات في الفلسفة (المنطق، وتاريخ الفلسفة، والفلسفة القديمة وعلم النفس) واللاهوت (العقائدية). وخلال هذه الفترة، كانت صحة سالومي البدنية سيئة بسبب مرض في الرئة، مما أدى إلى سعال دم. ونتيجة لذلك، صدرت تعليمات لها بتلقي العلاج في مناخ أكثر دفئا، وفي فبراير 1882، وصلت لو أندرياس - سالومي ووالدتها إلى روما.

## ريي ونيتشه، وحياة لاحقة
أخذتها والدتها إلى روما عندما كان عمرها 21 عامًا. في صالون أدبي في المدينة، وهناك تعرفت على الكاتب بول ري. واقترح ريي الزواج منها، ولكنها بدلا من ذلك اقترحت ان يعيشوا ويدرسوا معًا  مثل «الأخ والأخت»، مع رجل آخر في الشركة، قبل ريي الفكرة، واقترح أن ينضم اليهم صديقه فريدريش نيتشه. وقد التقى الاثنان بنيتشه في روما في إبريل 1882، ويعتقد أن نيتشه وقع على الفور في حب سالومي، كما فعل رييه في وقت سابق. وطلب نيتشه من رييه أن يقترح الزواج من سالومي نيابة عنه، وهو ما رفضته. وكانت مهتمة بنيتشه كصديق، ولكن ليس كزوج. ومع ذلك، كان نيتشه راضيًا بالانضمام إلى ريي وسالومي أثناء تجوالهما في سويسرا وإيطاليا معا، حيث خططت لبلديهما. في الثالث عشر من مايو، في لوسيرن، عندما كان نيتشه وحيدًا مع سالومي، اقترح بشكل جدي الزواج منها مرة أخرى، وهو ما رفضته مرة أخرى. وبعد اكتشاف الوضع، قررت أخت نيتشه اليزابيث إبعاد نيتشه عما وصفته ب«المرأة غير الأخلاقية».
وبعد الوصول إلى لايبزيغ في أكتوبر 1882، أمضى الثلاثة عدة أسابيع معا. ومع ذلك، في الشهر التالي، قام ريي وسالومي بفصل شراكة نيتشه، ثم غادرا إلى ستيب دون أي خطط للالتقاء مرة أخرى. وسرعان ما وقع نيتشه في فترة من الكرب العقلي، رغم أنه واصل الكتابة لري، قائلا «سنرى بعضنا البعض من وقت لآخر، أليس كذلك؟» وفي الآونة الأخيرة، كان نيتشه يلوم الفشل في محاولاته لكسب ود سالومي، ورييه، على دسائس أخته (التي كتبت رسائل إلى أسرة سالومي ورييه). كتب نيتشه عن هذه القضية في عام 1883، أنه شعر «بكراهية حقيقية لأختي».
كتبت سالومي في وقت لاحق (1894) دراسة، عن شخصية نيتشه وفلسفته، عن فريدريش نيتشه في سينين ويركن (فريدريش نيتشه في أشغله).
وفي عام 1884، تعرفت سالومي على هيلين فون دروسكوفيتز، ثاني امرأة تحصل على الدكتوراه في الفلسفة في زوريخ، كما قيل إن سالومي كانت على علاقة رومانسية مع سيغموند فرويد.

### الزواج والعلاقات
انتقلت سالومي وريي إلى برلين وعاشا معا حتى سنوات قليلة قبل زواجها من عالم اللسانيات فريدريش كارل أندرياس. وعلى الرغم من معارضتها للزواج وعلاقاتها المفتوحة مع الرجال الآخرين، ظلت سالومي وأندرياس متزوجين من عام 1887 حتى وفاته في عام 1930.
وقد أدت الضائقة الناجمة عن مشاركة سالومي مع أندرياس إلى زوال موروس رييه من حياة سالومي على الرغم من تأكيدات سالومي. وطوال حياتها الزوجية، شاركت في شؤون ومراسلات مع الصحافي والسياسي الألماني جورج ليديبور والشاعر الألماني راينر ماريا ريلكه، الذي كتبت عنه مذكرات تحليلية، لمحللي النفس سيغموند فرويد وفكتور توسك، وغيرهم. في إحدى الرسائل أشاد فرويد بشكل خاص بفهم سالومي العميق للناس إلى الحد الذي يجعله يعرض عليها فهم الناس بشكل أفضل من فهم الناس لأنفسهم. وكثيرا ما تبادل الطرفان الرسائل.
وكانت علاقتها مع ريلكه قريبه بشكل خاص. كانت سالومي في سن الخامسة عشرة من عمرها. وقد التقيا عندما كان في ال 21 من عمره، وكانا عشاقا لعدة سنوات ومراسلين حتى وفاة ريلكه؛ كانت سالومي هي التي بدأت بمناداته راينر بدلا من رينيه. فقد علمته اللغة الروسية، من أجل قراءة تولستوي (الذي كان يلتقيه لاحقا) وبوشكين. وعرفته إلى الرعاة وغيرهم من الناس في الفنون، وبقيت مستشارته، وكريمته، وسمعته طوال حياته.
كانت واحدة من أوائل النساء المحللات النفسانية وواحدة من أول النساء اللاتي يكتبن تحليليا عن الجنس الأنثوي، قبل هيلين دويتش، على سبيل المثال في مقالها عن الجنس الشرجي (1916)، وهو مقال نال إعجاب فرويد. غير أنها كتبت عن سيكولوجية الجنس الأنثوي قبل أن تلتقي فرويد في كتابها «دي إيروتيك» (1911).
وكتبت أكثر من عشر روايات، مثل «إيم كفاحي غوت»، وروث، ودينكا، و«ما»، و«فينتشكا» - إين أوشويفونج، كما كتبت دراسات غير خيالية مثل «هنريك إبسنس فرانسن» (1892)، دراسة لشخصيات المرأة في «إبسن»، وكتاب عن صديقها نيتشه، فريدريش نيتشه في سينين فيرك (1894).
قامت بتحرير مذكرات عن صديقها المقرب مدى الحياة وعشيقها السابق، الشاعر رينر ماريا ريلكه، بعد وفاته في عام 1926. ومن بين أعمالها أيضا كتاب «لبينرسوبليك» الذي كتبته في سنواتها الأخيرة، انطلاقا من ذكريات حياتها كامرأة حرة. وفي مذكراتها التي نشرت لأول مرة في ألمانيا الأصلية في عام 1951، تعمقت في أمور إيمانها وعلاقتها.

## روابط خارجية
- لو أندرياس سالومي على موقع الموسوعة البريطانية (الإنجليزية)
- لو أندرياس سالومي على موقع ميوزك برينز (الإنجليزية)
- لو أندرياس سالومي على موقع ديسكوغز (الإنجليزية)